# Lương Sơn Bạc
Lương Sơn Bạc (梁山泊) là một địa danh trong tác phẩm Thủy hử, là căn cứ của lực lượng nổi dậy do 108 anh hùng Lương Sơn Bạc lãnh đạo. Đó là một vùng đầm, hồ mà theo sự mô tả trong tác phẩm rộng tới 800 dặm.
Trong thực tế, đúng là trước đây quanh núi Lương (tiếng Trung: 梁山, bính âm: Liáng Shān, Lương Sơn) có nhiều đầm, hồ nước. Núi Lương vốn là một ngọn núi thuộc huyện Lương Sơn, tỉnh Sơn Đông cao 197,9 m so với mực nước biển. Năm 1289, sông Hoàng Hà đổi dòng đi qua vùng này nhấn chìm hầu hết các hồ. Đến thời nhà Minh, chỉ còn lại năm hồ nước. Năm 1853, sông Hoàng Hà lại đổi dòng lên hướng Bắc; các hồ bị thu nhỏ lại do phù sa, do rác thải và do lấp hồ. Ngày nay ở vùng này chỉ còn một hồ nước gọi là hồ Đông Bình (東平) ở huyện Lương Sơn (梁山縣) thuộc thành phố Tể Ninh (濟寧市), tỉnh Sơn Đông được coi là dấu tích của vùng đầm, hồ rộng lớn mà Thủy hử đã hư cấu thành căn cứ Lương Sơn Bạc xưa kia.